# She Cried No
She Cried No (ook bekend als Freshman Fall) is een televisiefilm uit 1996 onder regie van Bethany Rooney. De film werd door velen als cult opgevat, omdat de kijkers het moeilijk vonden twee acteurs uit jeugdseries (Saved by the Bell & Full House) te zien in een serieus drama over verkrachting.

## Verhaal
Melissa is een eerstejaars op de universiteit die dolgraag geliefd wil zijn bij haar medestudenten. Wanneer ze op een feest verkracht wordt door Scott, kan ze zich moeilijk realiseren en accepteren wat er gebeurd is. Uiteindelijk zoekt ze hulp, aangezien ze niet kan leven met het feit dat Scott zoiets ongestraft doet.

## Rolverdeling
| Acteur               | Personage       |
| -------------------- | --------------- |
| Candace Cameron Bure | Melissa Connell |
| Mark-Paul Gosselaar  | Scott Baker     |
| Jenna von Oÿ         | Jordan          |
| Brandon Douglas      | Michael         |
| Nikki Cox            | Kellie          |
| Bess Armstrong       | Denise Connell  |